# Concentrotheca laevigata
Espèce
Statut CITES
Concentrotheca laevigata est une espèce de coraux appartenant à la famille des Caryophylliidae.